# Гален, Пьер
Пьер Гален (фр. Pierre Galin; 1786, Саматан, департамент Жер — 31 августа 1821, Париж) — французский музыкальный педагог, изобретатель нового учебного метода для начинающих заниматься музыкой.

## Биография

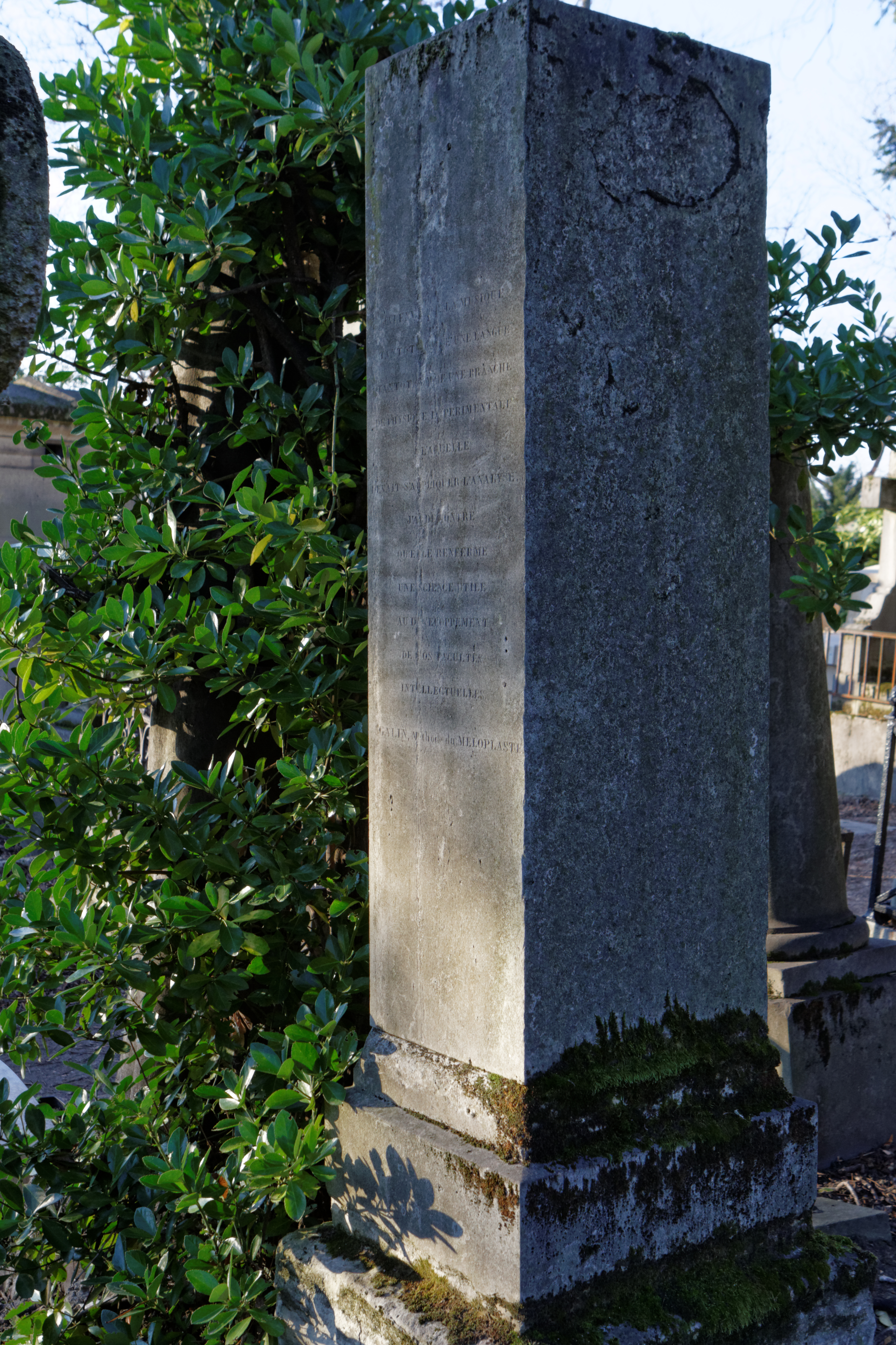
Памятник на могиле Пьера Галена на кладбище Пер-Лашез

Обучался математике и торговле в Политехнической школе, после преподавал математику в школе для детей с речевыми и слуховыми отклонениями в Бордо. Занялся самостоятельным изучением музыки, но с трудом понимая курс по учебникам, изобрёл упрощённый метод первоначального обучения музыке, названный им мелопласт. Обосновал его принцип в брошюре «Изложение нового метода преподавания музыки» («L’exposition d’une nouvelle mйthode pour l’enseignement de la musique», 1818), завоевав много сторонников.
В 1817 учредил в Бордо специальные курсы первоначального обучения музыке по своей методике. После успеха преподавания в Бордо переехал в Париж, где возглавил группу увлеченных студентов.
Ученик и последователь Галена — Э. Лемуан, преподававший по его методу, переиздал работу Галена под названием «Метод мелопласта» («Méthode du Meloplaste», 1831). Позднее метод Галена был развит Э. Шеве и получил название метода Галена—Шеве. Метод получил дальнейшее развитие и превратился в нумерованную нотную запись.
Похоронен на кладбище Пер-Лашез.